# Рой О. Дисни
Рой О. Дисни (на английски: Roy O. Disney) е американски предприемач и съосновател на Уолт Дисни Къмпани. Той е по-големият брат на Уолт Дисни.

## Биография

### Ранни години
Рой е роден на 24 юни 1893 г. в семейството на Елиас Чарлс Дисни, който е с ирландсо-канадски произход, и Флора Кал Дисни, която е с английско-немско-американски произход, в Чикаго, Илинойс. През 1911 г. семейството се премества в Марселин, Мисури, а след това в Канзас Сити. На 1 юли 1911 г. Елиас печели маршрута за доставка на вестника The Kansas City Star. Маршрутът включва от 27-а улица до 31-ва улица. Рой и брат му Уолт работят като доставчици на вестника. Семейството доставя и сутрешния вестник The Kansas City Times на около 700 получателя, а The Kansas City Star – на 600. Броят на обслужваните клиенти нараства с времето.
Рой завършва гимназия в Канзас през 1912 г. Той напуска семейния бизнес за доставка на вестници и през лятото започва работа във ферма. След това започва работа като банков чиновник заедно с другия си брат Реймънд Арнолд Дисни в Първа национална банка на Канзас Сити.
Рой служи във Военноморските сили на САЩ от 1917 до 1919 г. Разболява се от туберкулоза и е освободен от военната служба. Възстановява се в болница, а след като оздравява, се премества в Лос Анджелис, където започва работа като банкер. През 1923 г. брат му Уолт пристига при него в Холивуд и основават Дисни Брадърс Студио.

### Уолт Дисни Прадакшънс
Уолт ръководи творческите процеси, а Рой – финансовата част на бизнеса. Уолт и Рой основават Дисни Студиос като братя, но през 1929 г. Уолт изкупува по-голямата част от акциите на Рой, така че, за разлика от Макс и Дейв Флечър от конкурентното Флечър Студиос, Рой не е копродуцент. Въпреки това, Рой остава равнопоставен партньор във всички решения на компанията.
През 1929 г. Рой става първият изпълнителен директор на компанията, въпреки че официалната му длъжност е дадена чак през 1966 г. Той заедно с брат си е председател на борда на директорите от 1945 г., като през 1960 г. Уолт се отказва от председателството, за да се съсредоточи върху творческите идеи на компанията. След смъртта на Уолт през 1966 г. Рой отлага пенсионирането си, за да контролира изграждането на Дисни Уърлд. По-късно го преименува на Уолт Дисни Уърлд в чест на Уолт. Рой става президент на Уолт Дисни Прадакшънс на 15 декември 1966 г., като заема поста до 1968 г.

## Личен живот
През април 1925 г. Рой се жени за Една Франсис, като бракът им продължава до смъртта му. На 10 януари 1930 г. се ражда синът им Рой Едуард Дисни. През целия си живот Рой избягва публичността и славата, произтичащи от факта, че е брат на Уолт. Племенникът на Рой Чарлс Елиас Дисни кръщава сина си Чарлс Рой Дисни в чест на своя чичо.

## Смърт
След откриването на Уолт Дисни Уърлд през октомври 1971 г. Рой най-накрая се оттегля. Умира от инсулт на 20 декември 1971 г. на 78-годишна възраст.

## Наследство
Един от локомотивите в железопътния атракцион в Уолт Дисни Уърлд е кръстен на Рой О. Дисни. На 6 юни 2002 г. синът му Рой Е. Дисни повторно освещава същия локомотив в чест на баща си. През 2016 г. локомотивът навършва 100 години. Един от локомотивите на железопътния атракцион в Дисниленд Хонконг също носи името Рой О. Дисни.
Концертната зала „Рой О. Дисни“ в Калифорнийския институт по изкуствата (чийто благодетел е Дисни) също е кръстена на него.
Статуя на Рой, разположена на пейка в парка до Мини Маус, се намира на градския площад на Майн Стрийт, САЩ, в тематичния парк Меджик Кингдъм във Флорида. Дубликат се намира пред сградата на екипа на Дисни в корпоративната централа на Дисни в Бърбанк, Калифорния. В тематичния парк Дисниленд Токио се намира трета статуя. Апартаментът Рой О. Дисни е разположен на последния етаж на хотела в Дисниленд Хонконг.
През 2014 г. Джон Хедър играе Рой О. Дисни в игралния филм Walt Before Mickey.